# Безмасові частинки
Безмасові частинки або люксони — елементарні частинки з постійною швидкістю — 299792458 м/с (швидкість світла у вакуумі). Для частинок, що рухаються зі швидкістю світла, поняття маси спокою є невизначеним (оскільки вони не можуть знаходитися у спокої), тому їх маса спокою вважається нульовою. Тим не менш, такі частинки беруть участь у гравітаційній взаємодії, оскільки, згідно загальної теорії відносності, гравітація залежить від енергії тіл, а не їх маси (а енергія спокою, пов'язана з масою, є лише частиною повної енергії тіла) — так, за рахунок гравітаційного відхилення світла існують гравітаційні лінзи.
Люксони виділяють разом з двома іншими групами частинок: тардіонами (що рухаються повільніше за світло) і тахіонами (що рухаються швидше за світло — такі частинки не були поки що відкриті і їх існування є гіпотетичним).
Інші класифікації виділяють крім безмасових, частинки з додатною і з від'ємною гравітаційною масою (такі частинки також невідомі).

## Властивості

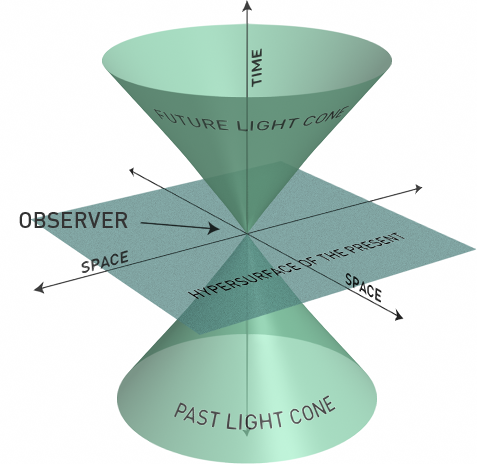
Світловий конус

Інтервал між подіями, що пов'язані з однією частинкою називається світлоподібним і дорівнює нулю. Поверхня, що є сукупністю всіх точок, інтервал між якими і заданою точкою є світлоподібним називається світловим конусом (саме форму конуса має така поверхня у випадку двох просторових і одного часового вимірів.
Енергія і імпульс безмасових частинок пов'язані співвідношенням {\displaystyle E=pc}.

## Відкриті і гіпотетичні безмасові частинки
З відомих частинок, до люксонів відносять фотони і глюони. Усі ці частинки є векторними бозонами. Довгий час вважалося, що нейтрино також є безмасовою частинкою, проте у 2002 році було показано, що ці частинки осцилюють, а тому зобов'язані мати ненульову масу (хоча точне її значення наразі невідоме).
Всі відомі безмасові частинки є електрично нейтральними.
Експериментально найкраще підтверджена безмасовість фотону — верхній ліміт на його масу спокою становить 10−48 кг, у сто квадрильйонів разів менше за масу електрону.
Найбільш ймовірно існуючою, але поки що не відкритою безмасовою частинкою є гравітон. Також існує велика кількість гіпотетичних люксонів: майорони, вейлевські ферміони, аріони, фамілони, «темні фотони» та інші.